# Bandera d'Indiana
La bandera d'Indiana consisteix en una torxa daurada que representa la llibertat i la il·lustració, sobre un camp blau marí. Els raigs que emanen de la torxa representen la seva influència de gran abast. Les estrelles representen l'ordre d'ingrés d'Indiana a la Unió (va ser el 19è estat a fer-ho): les 13 estrelles de l'anell exterior representen les 13 colònies originals, les 5 de l'anell interiors, els cinc estats següents, i l'estrella més grossa sobre de la torxa, a Indiana.
La bandera va ser adoptada per l'Assemblea General d'Indiana el 1917, com a part de les celebracions del centenari de l'estat, el 1916. Va ser el disseny guanyador d'un concurs patrocinat per les Filles de la Revolució Americana. El seu autor va ser Paul Hadley de Mooresville (Indiana).
El 2001, una enquesta duta a terme per l'Associació Vexil·lològica Nord-americana va col·locar-la en la posició 32 quant a la qualitat del disseny entre 72 banderes dels EUA i el Canadà.

## Estatut
L'actual estatut que regeix el disseny de la bandera de l'estat és la següent:
| « | Les dimensions de la bandera serà de tres metres per dos metres de vol d'elevació, o cinc peus per tres peus d'elevació, o qualsevol mida proporcional a qualsevol d'aquestes dimensions. El camp de la bandera serà blau amb estrelles (19 en total) i una torxa encesa en or o beix. Tretze estrelles es disposen en un cercle exterior, en representació dels tretze estats originals, i cinc estrelles es disposen en un semicercle per sota de la torxa i en l'interior del cercle exterior de les estrelles, en representació dels estats admesos abans que Indiana, i l'estrella 19, serà més gran que els altres i representa d'Indiana aquesta es col·locarà sobre de la flama de la torxa. El cercle exterior de les estrelles han d'estar disposats de manera que una estrella ha d'aparèixer directament al centre a la part superior del cercle, i la paraula "Indiana" es col·locarà en un semicercle per sobre de l'estrella que representa a mig camí entre Indiana i l'estrella al centre per sobre d'ella. Raigs es mostren radiant de la torxa. | » |

## Ús
Les lleis de l'estat regulen l'ús de la bandera; La bandera ha d'onejar per totes les milícies estatals i de la Guàrdia Nacional d'Indiana. i al Capitoli en tot moment. La bandera també s'ha de mostrar en qualsevol agència que rep fons en part o completament pel govern de l'estat, incloent escoles públiques, universitats estatals, i parcs estatals. en tots els altres aspectes de la bandera han de ser tractats amb la mateixa cura i respecte com la bandera dels Estats Units.